# Ralph Macchio
Ralph George Macchio Jr. (Huntington, Nueva York, 4 de noviembre de 1961) es un actor y productor estadounidense. Estudió en la Half Hollow Hills Central School District y a los dieciséis años comenzó a actuar en comerciales. Su debut se produjo en 1980, año en que obtuvo el papel de Jeremy Andretti en la serie de la ABC Eight Is Enough. Al mismo tiempo, realizó su primer trabajo cinematográfico cuando interpretó a Chooch Babalazi en la comedia Up the Academy.
Tras un breve período en el que actuó en televisión, en 1983, su popularidad incrementó con el estreno de la película dramática de Francis Ford Coppola The Outsiders, donde encarnó a Johnny Cade. Al año siguiente, se dio su salto definitivo a la fama cuando interpretó a Daniel LaRusso en la exitosa The Karate Kid, la primera de tres películas protagonizadas por Macchio y Pat Morita. Esos dos papeles lo convirtieron en un ídolo adolescente.
En los años siguientes, actuó en películas como Crossroads (1986) y Mi primo Vinny (1992). Además, en 1986, realizó su debut teatral al participar en Cuba and his Teddy Bear, llevada a cabo en el Teatro Público del Festival de Shakespeare de Nueva York. Posteriormente, trabajó en otra producción teatral, el musical How to Succeed in Business Without Really Trying, y en películas que recibieron críticas variadas o negativas. 
Sus siguientes actuaciones ocurrieron mayormente en series de televisión, como en Ugly Betty, donde tuvo un papel recurrente entre 2008 y 2009, y se interpretó a sí mismo en diversas oportunidades. Después de eso, trabajó en The Deuce y volvió a interpretar a Daniel LaRusso, esta vez en la serie Cobra Kai, continuación de la saga Karate Kid que recibió elogios por parte de la prensa.

## Biografía

### Primeros años
Ralph George Macchio Jr. nació en Huntington, en el estado de Nueva York, el 4 de noviembre de 1961, hijo de Ralph Macchio Sr. y Rosalie DeSantis, dueños de una empresa de camiones quienes se casaron dos años antes de que él naciera. Tiene un hermano que se llama Steven J. Macchio y posee ascendencia italiana y griega. A la edad de tres, comenzó a tomar clases de claqué, baile que practicó durante quince años. Por ello, pasó gran parte de su juventud participando en danzas de concierto y musicales. Cuando tenía dieciséis, a la cazatalentos Marie Pastor le agradó su aspecto y le dio la oportunidad de actuar en algunos comerciales de televisión —entre ellos, uno para la marca de chicles Bubble Yum, emitido en 1980—, en los que Macchio aprovechó para mostrar sus habilidades de baile. Sus estudios los cursó en la Half Hollow Hills Central School District, de la que se graduó en 1979, y de acuerdo con The New York Times se anotó en la Long Island University para estudiar una carrera relacionada con los negocios, aunque no se dieron más detalles.

### Carrera

#### Inicios (1980-1983)
Macchio comenzó su carrera en 1980, cuando se lo eligió para el papel de Jeremy Andretti, sobrino del personaje de Betty Buckley, en la última temporada de la serie de la ABC Eight Is Enough, tras una audición a la que acudieron dos mil jóvenes. El actor, que fue parte del elenco durante veintiún episodios, dijo que su parecido con la estrella de televisión Scott Baio quizás influyó en su contratación. Ese mismo año, debutó cinematográficamente al interpretar a Chooch Bambalazi en la comedia de Robert Downey Sr. Up the Academy, cuyo argumento trata sobre cuatro muchachos problemáticos a quienes se los envía a una academia militar. Macchio cree que su «estilo neoyorquino» fue la razón por la que el director lo eligió antes que a otros candidatos, entre los que se encontraba su propio hijo, Robert Downey Jr. El autor Hal Erickson dijo que Macchio «de ninguna manera hizo un mal trabajo en Up the Academy. Es fácil darse cuenta de por qué él pudo seguir con su carrera, al contrario de sus compañeros de reparto». Fue durante esta época que decidió dejar los estudios y enfocarse en la actuación como profesión.
Dos años después de Up the Academy, actuó en el telefilme Dangerous Company, donde interpretó a un marginado. El 6 de abril de 1982, participó en un episodio titulado «Journey to Survival» de la serie orientada a adolescentes CBS Schoolbreak Special. Su trabajo en Dangerous Company lo llevó a conseguir el papel del tenaz Johnny Cade en la película dramática de 1983 The Outsiders, dirigida por Francis Ford Coppola y basada en la novela del mismo nombre de S. E. Hinton. Macchio había leído la obra en la escuela cuando tenía doce años y se sintió «absorbido por los personajes y los temas de la misma», emoción que volvió a experimentar durante la filmación. Para convencer a Coppola de que era lo «suficientemente duro» para interpretar a ese personaje, durmió afuera de su casa por una noche, cubierto solo con periódicos. La película recibió críticas variadas, aunque con el tiempo consiguió la consideración de clásico de culto.

#### Salto a la fama (1984-1987)
En 1984 protagonizó la película de John G. Avildsen The Karate Kid, donde interpretó a Daniel LaRusso, un joven italoestadounidense de clase media baja y víctima de acoso escolar, quien con la ayuda del señor Miyagi —papel de Pat Morita— ingresa a un torneo de karate en el que se enfrenta a sus acosadores. El apellido original del personaje era «Webber», pero lo cambiaron cuando se eligió a Macchio, por su origen italiano. Como ni él ni Morita habían practicado artes marciales en el pasado, compartieron sus sesiones de entrenamiento, que estaban a cargo de Pat E. Johnson. En opinión de Johnson, de ese modo se hicieron cercanos y esa química se notó en la película. Macchio tomó clases de karate durante seis semanas. Su interpretación recibió buenas críticas; Roger Ebert, por ejemplo, escribió que «siempre se lo ve natural: nunca parece que está actuando un guion. Es un buen protagonista, profundo e interesante». The Karate Kid contó con un presupuesto de ocho millones dólares estadounidenes y recaudó más de noventa millones de esa moneda, cifra que la convirtió en la quinta película más taquillera de ese año en Estados Unidos.

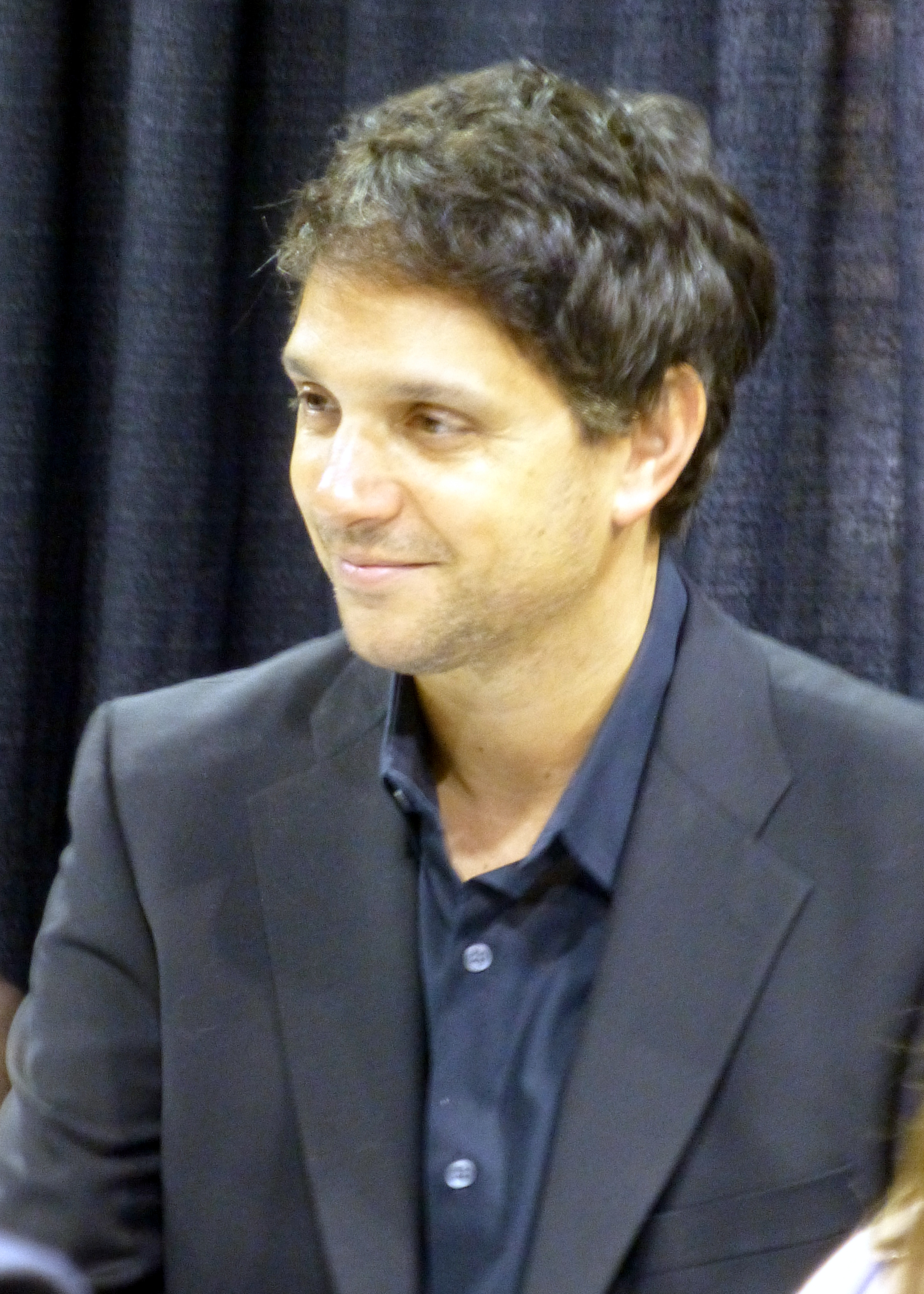
Macchio en agosto de 2013

También en 1984, interpretó un personaje «más oscuro y profundo... un matón problemático» en la comedia negra Teachers, donde compartió escenas con Nick Nolte. Con respecto a la diferencia entre su papel anterior y el de esta película, Macchio afirmó: «Lo que más quiero es que se me considere un actor versátil, capaz de hacer muchas cosas. El desafío es que se me deje de identificar con el personaje angelical que interpreté en The Karate Kid». Justamente, la periodista Rita Kempley hizo mención de ello en su reseña para The Washington Post, donde escribió que «es cuestionable [su elección] como delincuente juvenil cuando todo el mundo sabe que él es "el chico de Karate Kid"». La película, por otra parte, recibió críticas de todo tipo.
Asimismo, protagonizó el telefilme de la ABC The Three Wishes of Billy Grier, que se estrenó el 1 de noviembre de 1984. En este, interpretó a un joven con una extraña enfermedad que lo hace envejecer mucho más rápido de lo normal. El periodista de The New York Times John J. O'Connor describió su actuación como «muy conmovedora». Ese año, el editor de libros de cine y teatro John A. Willis lo incluyó en su lista de «actores más prometedores de 1984», en el trigésimo sexto volumen de Screen World. Dos años más tarde interpretó a Eugene Martone, un estudiante de guitarra clásica de Juilliard con fascinación por el blues y, particularmente, por el músico Robert Johnson, en Crossroads. Macchio no fue quien tocó el instrumento en sus escenas, ya que lo reemplazaron Steve Vai, que también actuó, y Ry Cooder, en las partes donde se requirió el uso de slide. La película obtuvo críticas mayormente positivas y recaudó casi seis millones de dólares en Estados Unidos. Sobre el trabajo del actor, Roger Ebert dijo: «Macchio tiene el don de hacernos creer que es un interesado en cualquier tema. En esta película, realmente parece un fanático del blues que ha leído todos los libros y ha escuchado todos los discos».
El actor realizó su debut en teatro en 1986, cuando compartió elenco con Robert De Niro y Burt Young en Cuba and his Teddy Bear, en el Teatro Público del Festival de Shakespeare de Nueva York. Macchio interpretó a Teddy, hijo del personaje de De Niro, y su trabajo fue bien recibido. Esta es su única participación en una obra de Broadway. Al mismo tiempo, retomó el papel de Daniel Larusso en The Karate Kid Part II, para la que tuvo más tiempo de entrenamiento. Macchio cobró «al menos 750 000 de dólares», una cantidad diez veces mayor de lo que ganó por la primera. La película tiene lugar en Okinawa, a donde Daniel y Miyagi viajan debido a asuntos familiares de este último, y obtuvo críticas variadas. Además, esta entrega fue más taquillera que la original. A fines de ese año, Macchio quedó tercero en la categoría mejor actor en los premios Bravo Otto.

#### Altibajos profesionales (1988-2003)
Su siguiente trabajo fue la película dramática de 1988 Distant Thunder, donde interpretó a Jack Lambert, un joven cuyo padre lo abandonó dieciséis años tras regresar de la guerra de Vietnam. Tanto la forma en que se trató esa relación padre-hijo como la película en sí recibieron malas críticas. Además, Distant Thunder fue el mayor fracaso de taquilla de ese año. En 1989 se estrenó The Karate Kid Part III, ambientada un año después de la segunda película. En esta, su personaje trabaja con el señor Miyagi en una tienda de árboles bonsái, pero se ve obligado a defender su título del campeonato de karate cuando sus rivales lo obligan a ello. Macchio era bastante mayor para volver a interpretar al adolescente y dijo que no consiguió compaginar con este como lo había hecho anteriormente, además de que no le agradó el hecho de que se repitiera en buena medida el argumento de la primera película. Su trabajo recibió comentarios negativos por parte de la prensa especializada y le valió una nominación al premio Golden Raspberry al peor actor.

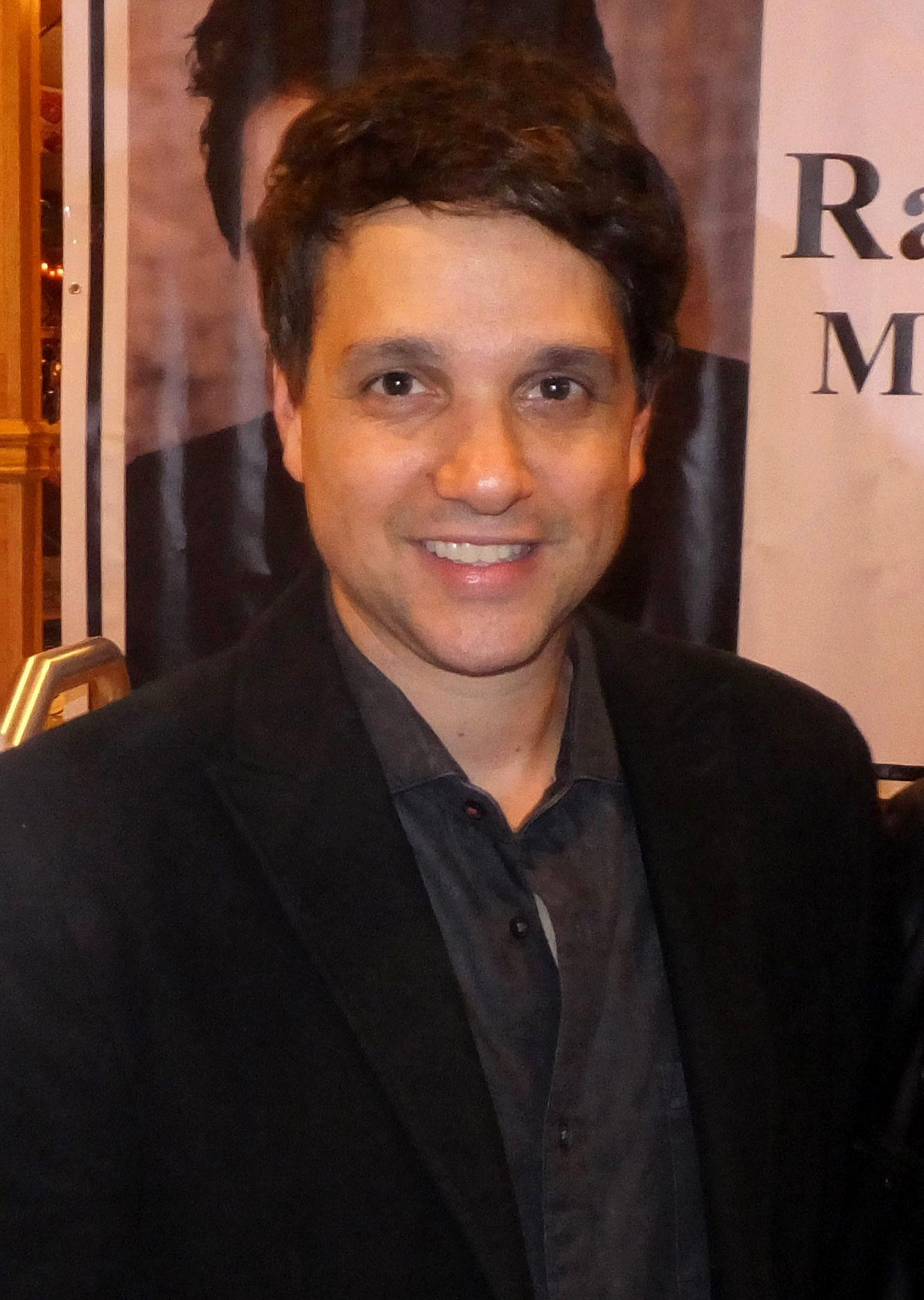
Macchio en la Chiller Theatre Expo, en octubre de 2013

También en 1989, participó en la obra off-Broadway Only Kidding y, al año siguiente, encarnó a Frank Della Rocca en la comedia Too Much Sun, donde volvió a colaborar con el director Robert Downey Sr. La película trata sobre un multimillonario que deja su fortuna a sus dos hijos, ambos homosexuales, siempre y cuando cualquiera de ellos le de un nieto. Too Much Sun obtuvo malas críticas a nivel general. En 1992 protagonizó el telefilme de la ABC The Last P.O.W.: The Bobby Garwood Story, en el que interpretó a Robert R. Garwood, quien pasó catorce años como prisionero de guerra en Vietnam. Drew Voros, periodista de Variety, alabó las actuaciones del reparto.
A pesar de que la productora 20th Century Fox consideraba que para 1991 Macchio se había estancado y «era noticia de ayer», se le dio el papel de Bill Gambini, quien es acusado de homicidio por error y es defendido por su primo, en la comedia Mi primo Vinny, que se estrenó un año más tarde. La película no tuvo demasiada promoción, hecho que no impidió que le fuera bien en la taquilla y tuviera éxito en formatos como el VHS. En 1993 interpretó a Chris, el mejor amigo del personaje principal de la comedia romántica Desnudo en Nueva York. El filme obtuvo críticas variadas, aunque el trabajo de Macchio recibió comentarios negativos, como el de The Harvard Crimson, que dice que «su actuación de homosexual reprimido es poco convincente».
Macchio buscó participar en How to Succeed in Business Without Really Trying, que se estrenó en gira entre mayo de 1996 y junio de 1997, ya que lo consideraba «uno de los musicales estadounidenses más divertidos e inteligentes jamás escritos». Para el papel de Finch, que le valió buenas críticas, acudió a clases de canto. El actor dijo que interpretó al personaje de manera «sencilla... menos caricaturesca» y «con más movimiento y baile» que Matthew Broderick, quien un año antes había trabajado en la producción de Broadway. Al mismo tiempo, grabó seis episodios de una comedia de situación de la NBC llamada The Ties That Bind que nunca se estrenó.
En 1998 dio voz al ratón Timmy en la película distribuida directamente para video The Secret of NIMH 2: Timmy to the Rescue, secuela del filme de 1982 que, a diferencia de su predecesora, obtuvo malas críticas. Macchio interpretó algunas canciones de la película. Sus siguientes trabajos fueron actuaciones secundarias en la comedia dramática Can't Be Heaven (1999) y en el suspense A Good Night to Die (2003), ambos de escaso éxito comercial. Entretanto, en 2001 dirigió un cortometraje con tintes cómicos llamado Love Thy Brother, cuyo argumento trata sobre la conflictiva relación entre dos hermanos. Esta producción, de nueve minutos de duración, se presentó en el Festival de Cine de Sundance y se distribuyó en HBO.

#### Enfoque en otros medios (2004-2013)
En 2004 participó en la producción off-Broadway Magic Hands Freddy y, un año más tarde, realizó un cameo como sí mismo en el segundo episodio de la tercera temporada de la serie de HBO Entourage. A Macchio se le ofreció un papel en la comedia sobre béisbol Artie Lange's Beer League (2006), película que no le parecía «de su estilo», y rechazó tres veces la oferta. No obstante, aceptó una vez que hicieron cambios en su personaje. El filme obtuvo malas críticas —tiene un porcentaje de 27% en el sitio web Rotten Tomatoes— y fue un fracaso rotundo, si se tiene en cuenta que su presupuesto fueron 2 800 000 de dólares y solo pudieron recolectar 475 000 de esa moneda.

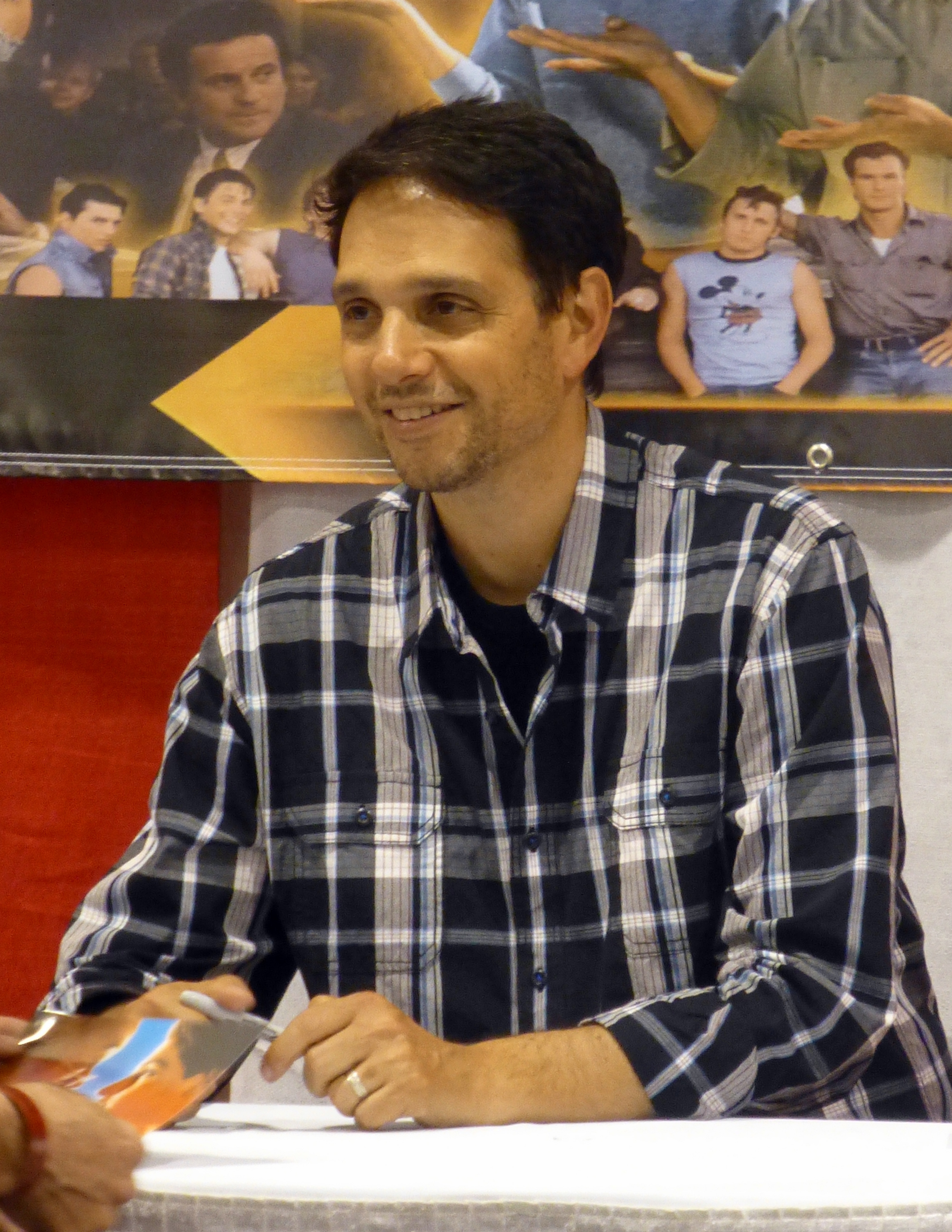
Macchio en la Motor City Comic Con de 2015

En 2007 actuó en el video musical del tema de No More Kings «Sweep The Leg», dirigido por su coprotagonista de The Karate Kid William Zabka. Asimismo, ese año volvió a interpretarse a sí mismo cuando trabajó en un episodio de Head Case. Entre 2008 y 2009 desempeñó un papel recurrente en la serie de la ABC Ugly Betty, en la que participó en once episodios. Al mismo tiempo, encarnó a un empresario mafioso en la película independiente Rosencrantz and Guildenstern Are Undead, que generó opiniones dispares por parte de los críticos. En 2010 interpretó a un oficial de policía en Psych y, tres años después, volvió a trabajar en esa serie en otro episodio, como un personaje diferente.
A finales de mayo de 2010 participó en el video cómico del sitio web Funny or Die «Wax On, F*ck Off», donde interpretó a una versión ficticia de sí mismo que intenta transformarse en el «chico malo de Hollywood». Macchio y el director y productor televisivo Todd Holland habían ideado el concepto años antes, pero en ese momento no consiguieron venderlo. Luego de eso, actuó como un criador de pitbulls en la novena temporada de Law & Order: Criminal Intent, en un episodio llamado «Inhumane Society» que se transmitió el 15 de junio. Asimismo, realizó interpretaciones en los siguientes videos musicales del grupo de hard rock canadiense Danko Jones: «Had Enough» (2010), «I Think Bad Thoughts» (2011) y «The Ballad of Danko Jones» (2012).
En 2011 trabajó como productor ejecutivo del programa documental de National Geographic American Gypsies, que trata sobre la comunidad gitana en Nueva York. Ese mismo año compitió, junto con Karina Smirnoff, en la duodécima temporada de Dancing with the Stars. La pareja se convirtió en la favorita del público y quedó eliminada en la semifinal. El 6 de junio de 2012, se estrenó un episodio de la comedia de situación Happily Divorced en el que Macchio fue el invitado especial, en el papel de Frankie, un interés amoroso del personaje de Fran Drescher.
También en 2012, obtuvo el papel de Joseph Stefano, quien en 1960 escribió el guion de Psicosis, en Hitchcock, cuyo argumento trata sobre la filmación de dicha película. Con un presupuesto de quince millones de dólares y una recaudación de veinticuatro millones, el filme tuvo una recepción aceptable. Al mismo tiempo, protagonizó el telefilme navideño Holiday Spin, en el papel de Ruben, el padre del personaje de Garrett Clayton. En 2013 se interpretó en tres oportunidades: en un episodio de How I Met Your Mother, en Robot Chicken y en la película cómica He's Way More Famous Than You. Con respecto a todas las ocasiones en que actuó como él mismo, Macchio comentó: «Me parece que ya son muchas veces, pero mientras a la gente le haga gracia, está bien. [...] En esos proyectos, hubo un enfoque que lo hizo divertido y no había chistes básicos sobre The Karate Kid». Ese año, se estrenó su segundo proyecto como director y guionista, el cortometraje Across Grace Alley, en el que participaron sus dos hijos.

#### Regreso al éxito (2014-presente)
En 2014 actuó con F. Murray Abraham y Janeane Garofalo en la película independiente A Little Game, donde encarnó a Tom Kuftinec, el padre del personaje principal. El filme obtuvo críticas generalmente variadas de la prensa y el público. En 2016 actuó en la obra de la Abingdon Theatre Company A Room of My Own, que se presentó en el June Havoc Theatre de Nueva York. La producción es una comedia semiautográfica de Charles Messina y Macchio interpretó a Carl Morelli, un ítaloestadounidense «que intenta comprender la importancia que tiene su pasado en su presente», algo con lo que se sintió identificado. El actor había participado en varias lecturas de la obra desde 2010. En 2017 obtuvo un papel recurrente en la serie de HBO The Deuce, como el oficial de policía Haddix. Esta recibió la aclamación de la crítica y tuvo tres temporadas.

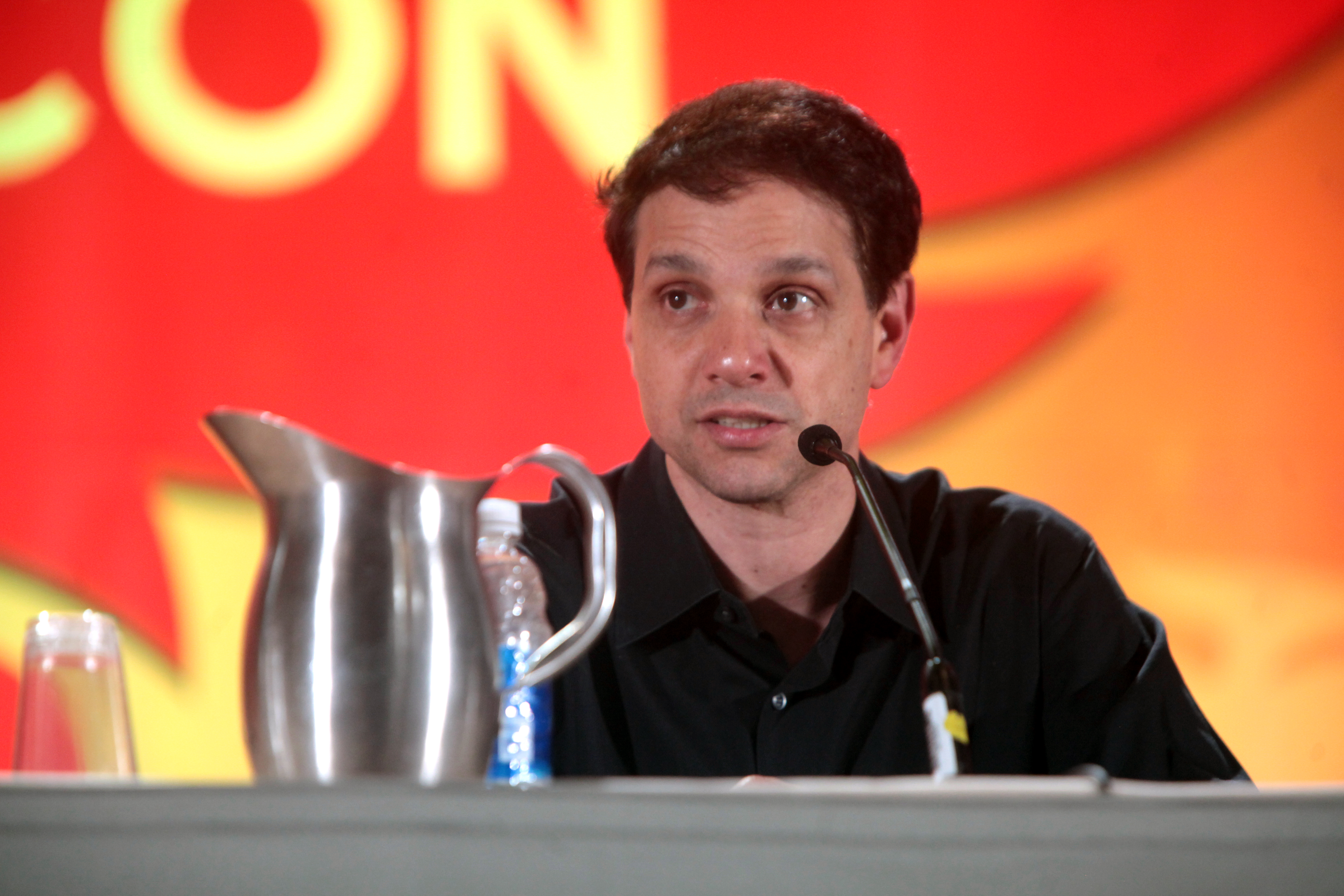
Macchio hablando en la Phoenix Comicon de 2016

También en 2017, protagonizó la comedia Lost Cat Corona, en el papel de Dominic, un hombre que pasa todo un día buscando al gato de su demandante esposa. Macchio describió a su personaje como «un tipo no violento que vive en una sociedad violenta». Sobre el trabajo del actor, André Hereford escribió en Film Journal International: «Macchio ofrece una interpretación natural y moderada. Sin embargo, a la larga, no transmite la seriedad necesaria para lo que se termina convirtiendo la historia: la búsqueda su personaje de recuperar —o descubrir— su masculinidad».
Asimismo, ese año retomó el papel de Daniel LaRusso en la continuación de la saga The Karate Kid, la serie web Cobra Kai, en la que su personaje es dueño de una concesionaria de automóviles de lujo. El proyecto pasó desapercibido cuando se estrenó a través de Youtube y, después de dos temporadas, pasó a Netflix, donde se convirtió en una de las series más vistas de la plataforma. Macchio comentó que Cobra Kai es más profunda que las películas y que encontró la tercera temporada «enriquecedora» para su trabajo, debido a los conflictos que atraviesa su personaje. La serie obtuvo elogios por parte de la crítica, mientras que Macchio fue nominado en 2021 al premio Primetime Emmy por mejor serie de comedia, ya que también es coproductor ejecutivo. Además, al año siguiente fue candidato en los Critics' Choice Super Awards en la categoría mejor actor en una serie de acción.
En 2018 participó en dos episodios de la comedia de situación de la CBS Kevin Can Wait, donde encarnó a Alviti, un empresario que pretende derribar propiedades en Long Island para construir estacionamientos. Al mismo tiempo, actuó en Psych: The Movie, en la que interpretó a uno de los personajes que había hecho anteriormente en la serie, y en A Dog & Pony Show. Macchio prestó su voz para el videojuego de PlayStation 4, Xbox One y Nintendo Switch Cobra Kai: The Karate Kid Saga Continues, que GameMill Entertainment lanzó a la venta el 27 de octubre de 2020. A pesar de que la primera entrega fue severamente juzgada por la prensa especializada y la audiencia, dos años más tarde se estrenó una secuela titulada Cobra Kai 2: Dojos Rising, con el actor retomando su papel como Daniel LaRusso. En cuanto a la mencionada franquicia, cabe destacar el documental de 2021 More Than Miyagi: The Pat Morita Story, en el que Macchio participó realizando comentarios sobre Morita. De manera semejante, en 2024, al mismo tiempo en que Cobra Kai estaba estrenando los capítulos finales, Macchio actuó en el video musical del tema «The Karate Kid», de Coldplay, que está basado en la película. El intérprete había compartido la canción en sus redes sociales antes de que la grabación estuviera planeada, y fue ese entusiasmo lo que llevó a Chris Martin a ofrecerle el papel.

## Vida privada e imagen pública
Macchio contrajo matrimonio en 1987 con la enfermera especializada en cardiología Phyllis Fierro, a quien conoció a los quince años en un cumpleaños de una prima de él, de quien ella era amiga. Tienen una hija, Julia, quien nació en 1992, y un hijo llamado Daniel, nacido en 1996. En una edición de The Late Show with Stephen Colbert, reveló que conserva el Ford convertible 1947 de su personaje en The Karate Kid, que Columbia Pictures le obsequió tras el estreno de la tercera entrega en 1989. Además, Macchio es fanático del equipo de fútbol americano New York Jets, el de béisbol New York Mets y el de hockey sobre hielo New York Islanders desde su infancia. En 2022 publicó su autobiografía, Waxing On: The Karate Kid and Me, que escribió durante el confinamiento por la pandemia de COVID-19.
Macchio es conocido mayormente por sus actuaciones en las películas de The Karate Kid, hasta el punto de que el personaje sigue siendo por el que más se lo identifica. Su participación en esas películas lo convirtió en una superestrella a nivel mundial, un «rompecorazones de adolescentes» y en parte de la cultura popular contemporánea. Sin embargo, con el tiempo quedó encasillado. Por otra parte, aparentar menos años de los que tenía lo ayudó a conseguir papeles al principio, pero eso afectó su carrera a medida que se hizo mayor. «A veces se hace difícil... Lees un guion para un actor de veinticinco años y el director te dice: "Sabes, lo hiciste muy bien, pero luces muy joven para este papel"», dijo en 1989. En 2011, la revista People lo nombró uno de los hombres vivos más sexys y el 20 de noviembre de 2024 recibió una estrella en el Paseo de la Fama de Hollywood.

## Trabajos

### Cine
| Año  | Trabajo                                   | Papel              | Notas                              | Ref.          |
| ---- | ----------------------------------------- | ------------------ | ---------------------------------- | ------------- |
| 1980 | Up the Academy                            | Chooch Bambalazi   |                                    | [ 9 ]         |
| 1983 | The Outsiders                             | Johnny Cade        |                                    | [ 1 ]         |
| 1984 | The Karate Kid                            | Daniel LaRusso     |                                    | [ 15 ]        |
| 1984 | Teachers                                  | Eddie Pilikian     |                                    | [ 6 ]         |
| 1986 | Crossroads                                | Eugene Martone     |                                    | [ 24 ]        |
| 1986 | The Karate Kid Part II                    | Daniel LaRusso     |                                    | [ 5 ]         |
| 1988 | Distant Thunder                           | Jack Lambert       |                                    | [ 33 ]        |
| 1989 | The Karate Kid Part III                   | Daniel LaRusso     |                                    | [ 35 ]        |
| 1990 | Too Much Sun                              | Frank Della Rocca  |                                    | [ 38 ]        |
| 1992 | Mi primo Vinny                            | Bill Gambini       |                                    | [ 41 ]        |
| 1993 | Desnudo en Nueva York                     | Chris              |                                    | [ 42 ]        |
| 1998 | The Secret of NIMH 2: Timmy to the Rescue | Timmy Brisby (voz) |                                    | [ 46 ]        |
| 1999 | Can't Be Heaven                           | Hubbie Darling     |                                    | [ 48 ]        |
| 2001 | Love Thy Brother                          |                    | Cortometraje. Director             | [ 51 ]        |
| 2003 | A Good Night to Die                       | Donnie             |                                    | [ 49 ]        |
| 2006 | Artie Lange's Beer League                 | Maz                |                                    | [ 54 ]        |
| 2009 | Rosencrantz and Guildenstern Are Undead   | Bobby Bianchi      |                                    | [ 58 ]        |
| 2012 | Hitchcock                                 | Joseph Stefano     |                                    | [ 66 ]        |
| 2013 | He's Way More Famous Than You             | Él mismo           |                                    | [ 14 ] [ 53 ] |
| 2013 | Across Grace Alley                        |                    | Cortometraje. Director y guionista | [ 51 ]        |
| 2014 | A Little Game                             | Tom                |                                    | [ 29 ]        |
| 2017 | Lost Cat Corona                           | Dominic            |                                    | [ 12 ]        |
| 2018 | A Dog & Pony Show                         | Aaron              |                                    | [ 29 ]        |
| 2021 | More Than Miyagi: The Pat Morita Story    | Él mismo           | Documental                         | [ 83 ]        |
| 2025 | Karate Kid: Legends                       | Daniel LaRusso     |                                    | [ 87 ]        |

### Televisión
| Año       | Trabajo                                  | Papel             | Notas                                                                                              | Ref.          |
| --------- | ---------------------------------------- | ----------------- | -------------------------------------------------------------------------------------------------- | ------------- |
| 1980-1981 | Eight Is Enough                          | Jeremy Andretti   | 21 episodios                                                                                       | [ 1 ]         |
| 1982      | Dangerous Company                        | Denny Brody       | Telefilme                                                                                          | [ 1 ]         |
| 1982      | CBS Schoolbreak Special                  | Tony Barnett      | 1 episodio                                                                                         | [ 10 ]        |
| 1984      | The Three Wishes of Billy Grier          | Billy Grier       | Telefilme                                                                                          | [ 22 ]        |
| 1992      | The Last P.O.W.: The Bobby Garwood Story | Robert R. Garwood | Telefilme                                                                                          | [ 40 ]        |
| 2005      | Entourage                                | Él mismo          | 1 episodio                                                                                         | [ 53 ]        |
| 2007      | Head Case                                | Él mismo          | 1 episodio                                                                                         | [ 53 ]        |
| 2008-2009 | Ugly Betty                               | Archie Rodriguez  | 11 episodios                                                                                       | [ 14 ]        |
| 2010      | Psych                                    | Nick Conforth     | 1 episodio                                                                                         | [ 14 ]        |
| 2010      | Law & Order: Criminal Intent             | Louis Marciano    | 1 episodio                                                                                         | [ 60 ]        |
| 2011      | American Gypsies                         |                   | Productor ejecutivo                                                                                | [ 4 ]         |
| 2012      | Happily Divorced                         | Frankie           | 1 episodio                                                                                         | [ 65 ]        |
| 2012      | Holiday Spin                             | Ruben             | Telefilme                                                                                          | [ 70 ]        |
| 2013      | Psych                                    | Logan Phelps      | 1 episodio                                                                                         |               |
| 2013      | How I Met Your Mother                    | Él mismo          | 1 episodio                                                                                         | [ 14 ] [ 53 ] |
| 2013      | Robot Chicken                            | Él mismo          | 1 episodio                                                                                         | [ 14 ] [ 53 ] |
| 2017-2019 | The Deuce                                | Oficial Haddix    | | [ 12 ]        |
| 2018-2025 | Cobra Kai                                | Daniel LaRusso    | Papel principal, también dirigió "Sleeper" Continuación de la serie de películas de The Karate Kid | [ 74 ]        |
| 2018      | Kevin Can Wait                           | Alviti            | 2 episodios                                                                                        | [ 79 ]        |
| 2018      | Psych: The Movie                         | Nick Conforth     | Telefilme                                                                                          | [ 80 ]        |

### Teatro
| Año       | Trabajo                                          | Papel               | Ref.   |
| --------- | ------------------------------------------------ | ------------------- | ------ |
| 1986      | Cuba and his Teddy Bear                          | Teddy               | [ 29 ] |
| 1989      | Only Kidding                                     |                     | [ 29 ] |
| 1996-1997 | How to Succeed in Business Without Really Trying | J. Pierrepont Finch | [ 7 ]  |
| 2004      | Magic Hands Freddy                               |                     | [ 29 ] |
| 2016      | A Room of My Own                                 | Carl Morelli        | [ 29 ] |

### Videojuegos
| Año  | Trabajo                                  | Papel                | Ref.   |
| ---- | ---------------------------------------- | -------------------- | ------ |
| 2020 | Cobra Kai: The Karate Kid Saga Continues | Daniel LaRusso (voz) | [ 81 ] |
| 2022 | Cobra Kai 2: Dojos Rising                | Daniel LaRusso (voz) | [ 82 ] |

### Videos musicales
| Año  | Canción                     | Artista       | Ref.   |
| ---- | --------------------------- | ------------- | ------ |
| 2007 | «Sweep The Leg»             | No More Kings | [ 54 ] |
| 2010 | «Had Enough»                | Danko Jones   | [ 62 ] |
| 2011 | «I Think Bad Thoughts»      | Danko Jones   | [ 62 ] |
| 2012 | «The Ballad of Danko Jones» | Danko Jones   | [ 63 ] |
| 2024 | «The Karate Kid»            | Coldplay      | [ 84 ] |

## Premios
Primetime Emmy
| Año  | Categoría              | Trabajo   | Resultado |
| ---- | ---------------------- | --------- | --------- |
| 2021 | Mejor serie de comedia | Cobra Kai | Nominado  |

Kids' Choice Awards
| Año  | Categoría                    | Trabajo   | Resultado |
| ---- | ---------------------------- | --------- | --------- |
| 2022 | Actor de televisión favorito | Cobra Kai | Nominado  |
| 2023 | Actor de televisión favorito | Cobra Kai | Nominado  |

Critics' Choice Super Awards
| Año  | Categoría                                                      | Trabajo   | Resultado |
| ---- | -------------------------------------------------------------- | --------- | --------- |
| 2022 | Mejor actor en una serie de acción                             | Cobra Kai | Nominado  |
| 2023 | Mejor actor en una serie de acción, serie limitada o telefilme | Cobra Kai | Nominado  |

Young Artist Awards
| Año  | Categoría                                      | Trabajo         | Resultado |
| ---- | ---------------------------------------------- | --------------- | --------- |
| 1982 | Mejor actor joven en un especial de televisión | Eight Is Enough | Nominado  |

Bravo Otto
| Año  | Categoría   | Trabajo     | Resultado |
| ---- | ----------- | ----------- | --------- |
| 1986 | Mejor actor | Mejor actor | Nominado  |

Razzie
| Año  | Categoría  | Trabajo                 | Resultado |
| ---- | ---------- | ----------------------- | --------- |
| 1990 | Peor actor | The Karate Kid Part III | Nominado  |